# Чоканешти (Арђеш)
Чоканешти (рум. Ciocăneşti) насеље је у Румунији у округу Арђеш. Oпштина се налази на надморској висини од 580 m.

## Становништво
Према подацима из 2002. године у насељу је живело 919 становника, од којих су сви румунске националности.